# Liste der Naturdenkmale in Birstein
Die Liste der Naturdenkmale in Birstein nennt die in der Gemeinde Birstein im Main-Kinzig-Kreis gelegenen Naturdenkmale.
| Bild            | Bezeichnung                      | Ortsteil, Lage                                                                     | Beschreibung                                                     | Art       | Nr.    |
| --------------- | -------------------------------- | ---------------------------------------------------------------------------------- | ---------------------------------------------------------------- | --------- | ------ |
| BW              | Baumgruppe aus 4 Hainbuchen      | Birstein 50° 20′ 52,3″ N, 9° 18′ 42,8″ O                                           |                                                                  | Hainbuche | 435017 |
| Fotos hochladen | Linde                            | Fischborn 50° 23′ 9,5″ N, 9° 17′ 49,2″ O                                           |                                                                  |           | 435020 |
| BW              | Lindengruppe                     | Hettersroth 50° 20′ 45,9″ N, 9° 16′ 14,5″ O                                        |                                                                  |           | 435023 |
| BW              | Linde                            | Hettersroth 50° 20′ 47,8″ N, 9° 16′ 15,3″ O                                        |                                                                  |           | 435024 |
| Fotos hochladen | Linde                            | Kirchbracht 50° 23′ 58,2″ N, 9° 16′ 52″ O                                          |                                                                  |           | 435026 |
| BW              | 3 Gerichtslinden                 | Unterreichenbach, Lindenstraße/An den Gerichtslinden 50° 22′ 18″ N, 9° 19′ 31,2″ O | Baumgruppe historischer Gerichtslinden am Nordausgang des Dorfes |           | 435041 |
| Fotos hochladen | Lindengruppe am Schwedenstein    | Untersotzbach 50° 20′ 41,1″ N, 9° 19′ 2,7″ O                                       |                                                                  |           | 435042 |
| Fotos hochladen | Linde                            | Untersotzbach 50° 20′ 1,8″ N, 9° 19′ 43,7″ O                                       |                                                                  |           | 435043 |
| BW              | Das wilde Weibsbild von Birstein | Birstein 50° 20′ 41″ N, 9° 18′ 12,9″ O                                             |                                                                  |           | 435083 |
| BW              | Eiche                            | Birstein 50° 19′ 33,4″ N, 9° 17′ 47,4″ O                                           | umgestürzt                                                       |           | 435084 |
| BW              | 2 Linden auf dem Kutscherstein   | Birstein 50° 21′ 13,2″ N, 9° 17′ 36,4″ O                                           |                                                                  |           | 435085 |
| Fotos hochladen | Linde                            | Birstein 50° 20′ 58″ N, 9° 17′ 30,3″ O                                             |                                                                  |           | 435086 |
| Fotos hochladen | Eiche                            | Birstein 50° 21′ 32,1″ N, 9° 17′ 33,4″ O                                           |                                                                  |           | 435096 |
| BW              | Dorflinde                        | Illnhausen 50° 23′ 54,6″ N, 9° 16′ 14″ O                                           |                                                                  |           | 435102 |
| BW              | Höhenlinden (2 Linden)           | Illnhausen 50° 23′ 52,1″ N, 9° 15′ 56,3″ O                                         |                                                                  |           | 435103 |
| BW              | Linden als Unnerbäume            | Fischborn 50° 22′ 55,7″ N, 9° 17′ 13,8″ O                                          |                                                                  |           | 435178 |

## Belege
1. ↑  
Naturdenkmale im Main-Kinzig-Kreis. (PDF; 74 kB) Umweltbericht MKK. Main-Kinzig-Kreis, August 2015, archiviert vom Original (nicht mehr online verfügbar) am 24. Januar 2016; abgerufen am 22. Januar 2016.
2. ↑  
Amtliche Bekanntmachung-Vierte Verordnung zur Änderung der Verordnung zur Sicherung von Naturdenkmalen im Main-Kinzig-Kreis. (PDF) Abgerufen am 15. September 2023.

- Karte mit allen Koordinaten:
- OSM |
- WikiMap